# Converse (Teksas)
Converse je grad u američkoj saveznoj državi Teksas. Prema popisu stanovništva iz 2010. u njemu je živjelo 18.198 stanovnika.